# Carl Erhardt
Carl Alfred Erhardt (* 15. Februar 1897 in Beckenham; † 3. Mai 1988 in Bromley) war ein britischer Eishockeyspieler, -trainer, -funktionär und -schiedsrichter, der unter anderem 1936 mit seinem Land Olympiasieger wurde.   

## Karriere
Carl Erhardt spielte auf Vereinsebene in London für die Eishockeymannschaft des Streatham Ice Hockey Club und den Princes Ice Hockey Club. Nach seinem Karriereende war er bei der Weltmeisterschaft 1950 als Schiedsrichter tätig. Später wurde er zum Vizepräsidenten auf Lebenszeit der British Ice Hockey Association gewählt. Neben dem Eishockey war er auch aktiv im Wasserski und war Gründer sowie erster Präsident der British Water Ski Federation. 

### International
Für Großbritannien nahm Erhardt an den Weltmeisterschaften 1931, 1934, 1935 und 1937. Zudem vertrat er sein Land bei den Olympischen Winterspielen 1936 in Garmisch-Partenkirchen, bei denen er mit seiner Mannschaft als Kapitän die Goldmedaille gewann. Mit 39 Jahren war er der älteste Spieler, der je eine olympische Goldmedaille im Eishockey gewann. Das Turnier wurde zudem als Welt- und Europameisterschaft gewertet, weshalb er mit seiner Mannschaft diese Titel ebenfalls gewann. Später vertrat er sein Land noch einmal als Cheftrainer bei den Olympischen Winterspielen 1948 in St. Moritz. 1950 wurde er in die British Ice Hockey Hall of Fame aufgenommen. Dem Großteil der Olympiasieger-Mannschaft von 1936 wurde erst 1993 diese Ehre zuteil. 1998 folgte zudem die Aufnahme in die IIHF Hall of Fame.

## Erfolge und Auszeichnungen
- 1935 Bronzemedaille bei der Weltmeisterschaft
- 1936 Goldmedaille bei den Olympischen Winterspielen
- 1937 Silbermedaille bei der Weltmeisterschaft
- 1950 Aufnahme in die British Ice Hockey Hall of Fame
- 1998 Aufnahme in die IIHF Hall of Fame